# André Isoir
André Isoir (20. července 1935 – 20. července 2016) byl francouzský varhaník.
Absolvent školy Césara Francka a Pařížské konzervatoře, kde ve třídě Rolanda Falcinelliho získal v roce 1960 první cenu ve varhanní improvizaci. Zvítězil v řadě mezinárodních varhanních soutěží (St Albans, Haarlem) a byl varhaníkem v chrámu Saint Germain des Prés v Paříži. Natočil mimo jiné skladby francouzského skladatele Nicolase de Grigny a Bachovo Umění fugy.